# Эльсинорский театр
Эльсинорский театр (англ. Elsinore Theatre) — кинотеатр в Сейлеме, штат Орегон открытый 28 мая 1926 г.

## Архитектура
Джордж Гатри поручил фирме Лоуренс и Холфорд спроектировать театр в неотюдоровском стиле, который должен был изображать замок в городе Эльсинор из шекспировской пьесы «Гамлет». Эллис Ф. Лоуренс, первый декан архитектурной школы Орегонского университета, был главным архитектором проекта.
Дизайнер интерьера Фред С. Аллин и архитектор Лоуренс спроектировали театр, объединив черты готического собора и тюдоровского дворца. В здании были установлены витражи братьев Пови и театральный орган фирмы Вурлитцер, стены облицовывал искусственный камень. Внутреннее убранство театра должно было напоминать шекспировский замок Эльсинор: оно освещалось канделябрами, а декоративное фойе было украшено фресками с изображением персонажей Шекспира. В зал вели две великолепные ковровые лестницы. Зрительный зал рассчитан на 1450 мест. Сцена размером 9 на 18 м обрамлялась декоративной сценической аркой. Театр насчитывал 17 гримерок. Стоимость строительства составила 250 000 долларов.

## Ранние годы
Первоначально Эльсинорский театр был спроектирован для живых выступлений (водевилей) и показа немых фильмов. Гатри переоборудовал театр в 1932 году под говорящее кино. Во время Великой депрессии театр арендовали Fox Theaters, а затем Warner Brothers, которые управляли театром вплоть до 1951 года.

## Упадок
С 1954 года театр переживает общий упадок, некогда известный и популярный театр Сейлема стал второсортным кинотеатром. На протяжении 1960-х годов посещаемость сильно снизилась, так как телевидение стало главным развлечением. В 1980 году театр планировалось снести, а на его месте построить парковку. Жители Сейлема организовали «Комитет спасения Эльсинора», который должен был не допустить разрушения исторического здания. Тесно работая с местными властями, им удалось спасти здание от сноса, но попытки возродить театр не увенчались успехом. Комитет пытался собрать необходимую сумму, чтобы выкупит здание, а также искал возможное финансирование на его реставрацию.
В 1980-х годах комитет получил от владельца разрешение на бесплатное использование театра в течение 18 дней в году для проведения общественных мероприятий, чтобы пробудить в общественный интерес к театру и его судьбе. Бесплатные мероприятия посетили более 75 000 человек.
До 1987 года театр был одним из трех действующих кинотеатров в даунтауне Сейлема. Многие из его посетителей были студентами Университета Уилламетт, которых привлекали низкие цены на билеты и то, что кинотеатр находился всего в двух кварталах от кампуса. В 1987 году семья Мойер открыла новый 7-зальный кинотеатр в нескольких кварталах от кампуса, фактически положив конец жизни Эльсинорского театра как коммерческого кинотеатра.

## Возрождение
В 1989 году театр был продан концерну Act III Theatres совместно с несколькими другими местными кинотеатрами. Act III Theatres также позволял обществу пользоваться театром в ограниченном объёме. Так как концерн не имел никакого интереса к 60-летнему кинотеатру, здание было выставлено на продажу в 1990 году. Комитет спасения Эльсинора запустил кампанию по сбору средств для его приобретения. Ему удалось собрать необходимую сумму и выкупить здание в 1993 г. Эксплуатационные расходы также оплачивались из пожертвований. В кинотеатре выступали звёзды и приглашённые актёры, например, Джеймс Эрл Джонс и Грегори Пек. В 1994 году театр был внесен в Национальный реестр исторических мест США.
В феврале 2002 г. была заключена сделка с архитектурным бюро Curry Brandaw на полное восстановление здания. Стоимость проекта составила примерно 3,2 млн. $. В течение последующих трёх лет были проведены масштабные реставрационные работы по восстановлению театра до его первоначального состояния. Проект был завершен летом 2004 г., а в мае 2006 г. театр отметил свое 80-летие.